# 圣母主教座堂 (特里凡得琅)
圣母主教座堂是叙利亚-玛兰卡礼天主教会的中心，敘利亞-瑪蘭卡禮天主教特里凡得琅大總教區大总主教-卡托利科斯的主教座堂，位于印度喀拉拉邦特里凡得琅。
该堂在1950年奠基，1965年2月22日祝圣。1986年教宗若望保禄二世来访。

## 参考

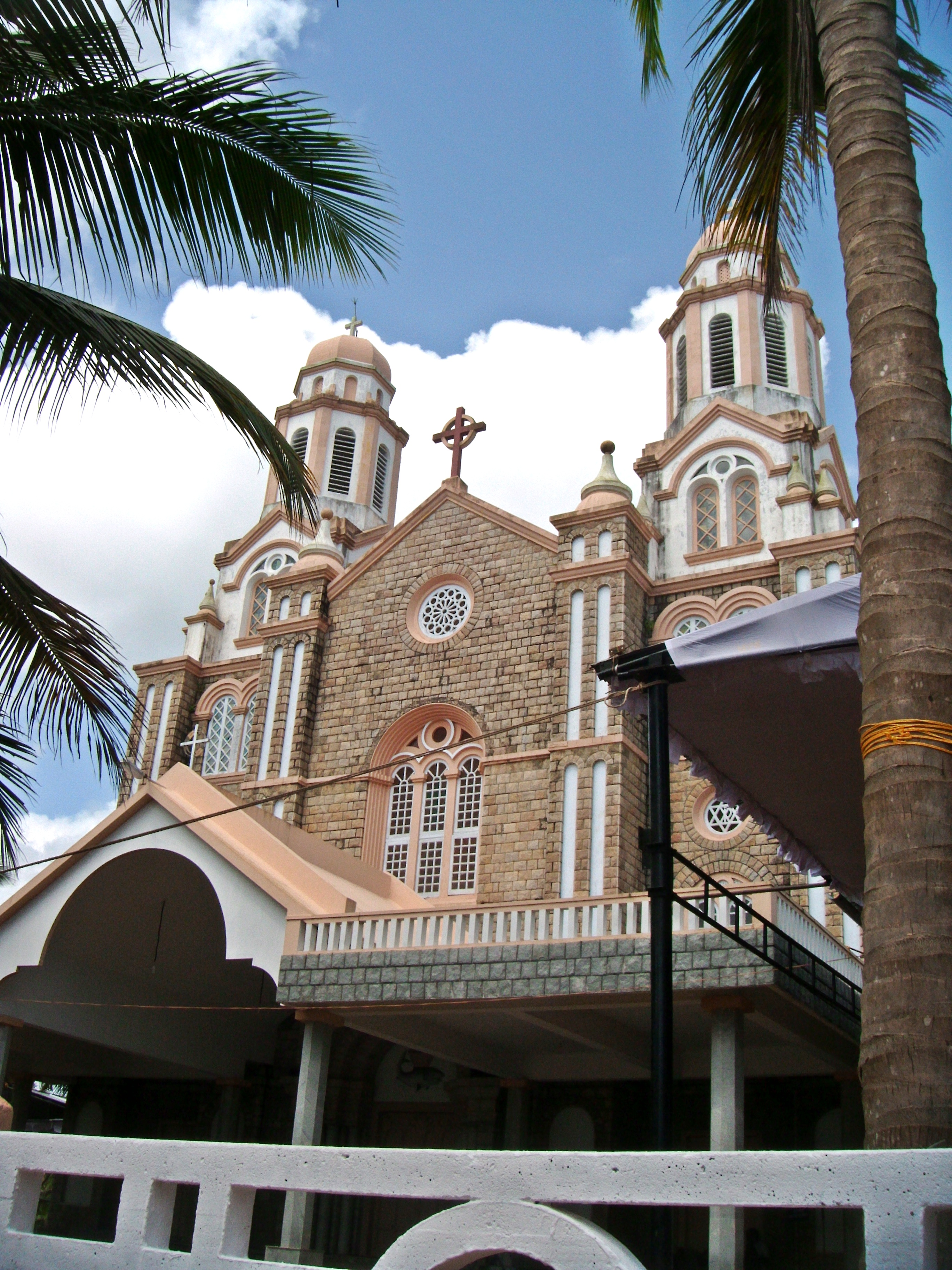
Another View